# Saint-Rémy-de-Provence
Saint-Rémy-de-Provence (Provençalsk Occitansk: Sant Romieg de Provença i klassisk og Sant Roumié de Prouvènço i Mistral norm) er en kommune i departmentet Bouches-du-Rhône i det sydlige Frankrig.

## Geografi
Saint-Rémy-de-Provence er beliggende 20 km. syd for Avignon og lige nord for bjergene Alpilles. I den sydlige udkant af byen ligger resterne af den romerske by Glanum.

## Kendte indbyggere
- Nostradamus (14./21. december 1503 – 2. juli 1566) en 16. århundrede videnskabsmand kendt for sine profetier blev født i Saint-Rémy-de-Provence.
- Marie Gasquet (1872-1960) en fransk regional forfatterinde og "dronning" af den litterære forening Félibrige blev født i Saint-Rémy-de-Provence.
- Vincent van Gogh (30. marts 1853 – 29. juli 1890) var indlagt på et psykiatrisk center på klosteret Saint-Paul de Mausole (1889-1890).
- Prinsesse Caroline af Monaco og hendes børn boede i Saint-Rémy-de-Provence en række år efter hendes anden mand, Stefano Casiraghi, var død.